# Набережная Гребного канала (Санкт-Петербург)
На́бережная Гребно́го кана́ла — набережная в Петроградском районе Санкт-Петербурга, на Крестовском и Бычьем островах. Проходит от набережной Мартынова и Бодрова переулка до Северной дороги по северному берегу Гребного канала.

## История
Вскоре после постройки Гребного канала по его берегу было проложено продолжение набережной Мартынова, чтобы попадать на базу гребного спорта, располагавшуюся на Бычьем острове.
Летом 2014 года для обеспечения удобного подъезда к строящемуся спортивному комплексу «Явара-Нева» началось строительство продолжения набережной с западной части Бычьего острова, а также реконструкция существующей части набережной, причем начались работы под видом берегоукрепления Гребного канала. В результате реконструкции была расширена дорога, а также возведены два новых моста: в 2013—2014 годах был реконструирован мост на восточной косе (построенный в 1960-е годы после прокладки Гребного канала), а в конце 2014 года началось строительство нового моста — через протоку в западной косе. В 2015—2016 годах на восточной косе была сделана новая протока, через которую был переброшен новый мост. Старая протока была засыпана, а старый мост — разобран. Изменена была и береговая линия. В конце 2015 года Топонимическая комиссия предложила дать мостам названия «Бычий» (на восточной косе) и «Гребной» (на западной косе). 5 июля 2017 года данные названия были официально утверждены.
10 мая 2016 года вся строящаяся дорога, проходящая по берегу Гребного канала, получила название набережная Гребного канала. В её состав вошёл 300-метровый участок набережной Мартынова.
По данным комитета по развитию транспортной инфраструктуры, «возможность движения транспорта по объекту обеспечена» с 10 июня 2016 года. Фактически движение открыто только на участке от Бодрова переулка до Бычьего острова: далее стоят шлагбаум и пост охраны.

## Пересечения

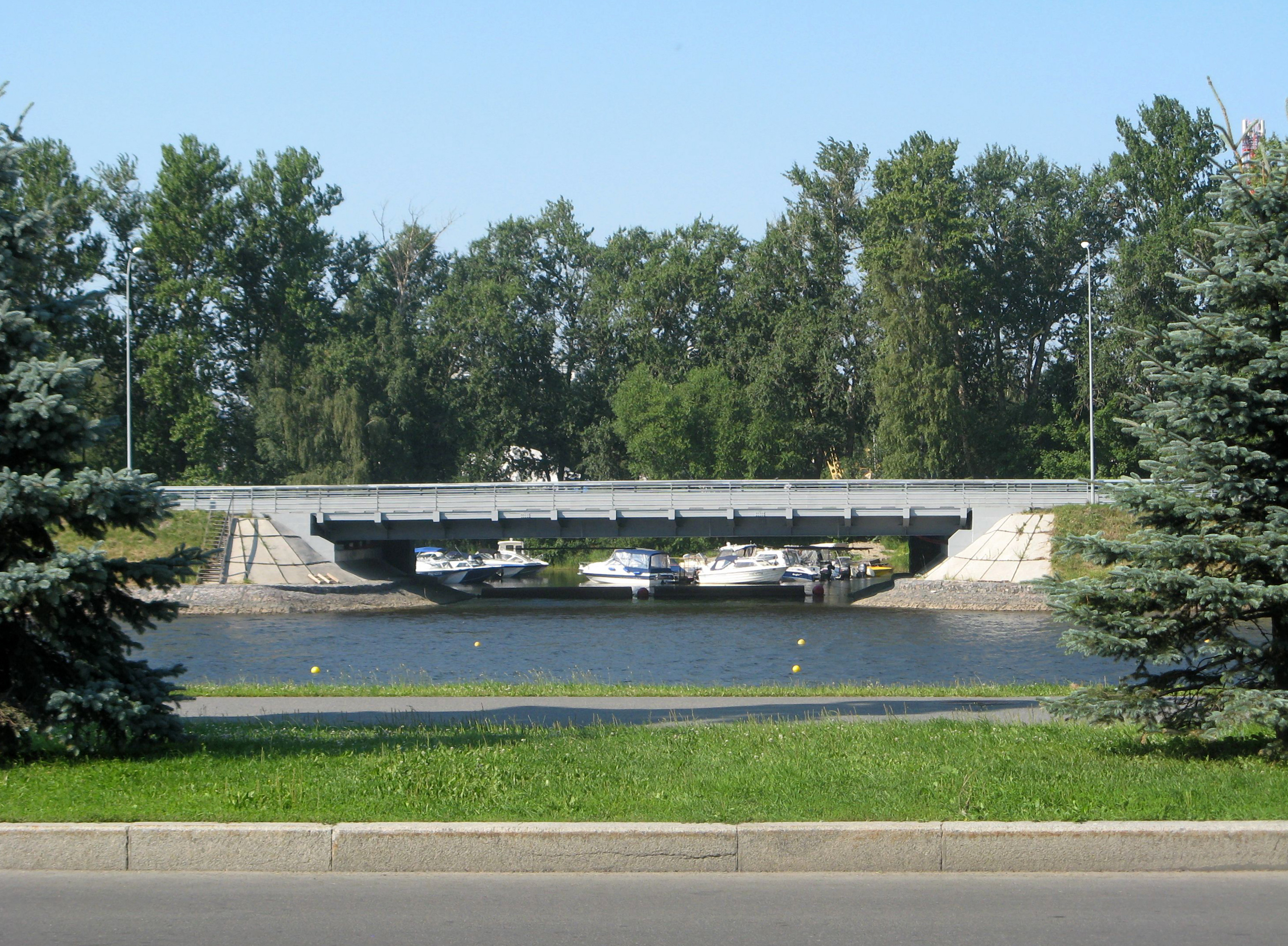
Бычий мост

С востока на запад к набережной Гребного канала примыкают следующие магистрали:
- Набережная Мартынова и Бодров переулок;
- Винновская набережная;
- Северная дорога.

## Транспорт
Ближайшая к восточной части набережной станция метро — «Крестовский остров» Фрунзенско-Приморской линии (около 900 м по прямой). К западной части ближе всего (около 500 м по прямой) станция «Зенит» Невско-Василеостровской линии.
Движение наземного общественного транспорта по набережной отсутствует.
Ближайшие к набережной Мартынова железнодорожные платформы — Старая Деревня (кратчайшее расстояние по прямой — около 1,4 км) и Яхтенная (около 1,6 км по прямой).

## Общественно значимые объекты
- Спортивный клуб дзюдо «Явара-Нева»
- База гребного спорта
- Гребной канал.